# Eero Balk
Eero Balk (* 8. květen 1955, Kuopio, Finsko) je finský bohemista, rusista a ukrajinista, překladatel ze slovanských jazyků. Působí též jako tlumočník, kulturní spisovatel na volné noze.

## Biografie
V roce 1981 absolvoval magisterské studium filologie na Kyjevské univerzitě. Překládá z ruštiny, ukrajinštiny, češtiny, dále slovenštiny, hornolužické a dolnolužické srbštiny do finštiny. Přeložil do finštiny více než 30 knih, a také divadelní hry a televizní pořady.
Jeho překlady textů několika desítek českých autorů vyšly knižně i v časopisech. Haškův román Osudy dobrého vojáka Švejka za světové války přeložil do finštiny roku 1991 jako první přímo z češtiny. Napsal průvodce Prahou pod názvem Sankarimatkailijan Praha (1996).
Za překlad Haškova Švejka obdržel v roce 1992 finskou státní cenu za literaturu. V roce 1992 rovněž obdržel Cenu města Havlíčkova Brodu, za šíření a propagaci českých knih. V roce 2002 mu Obec spisovatelů za propagaci české literatury udělila Cenu Premia Bohemica.
Roku 2008 byl zvolen čestným členem klubu Jaroslava Haška. V roce 2014 se stal laureátem ukrajinské ceny P. Kuliše za propagaci ukrajinské kultury ve Finsku.

## Překlady z češtiny do finštiny
- Alexandra Berková: Magorie aneb Příběh velké lásky. (finsky: Magoria : tarina suuresta rakkaudesta, 1994)
- Alexandra Berková: Utrpení oddaného Všiváka. (Uskollisen reppanan kärsimykset, 1997)
- Karel Čapek: Zahradníkův rok. (Puutarhurin vuosi, 2002)
- Karel Čapek: R.U.R. : Rossum's Universal Robots : kolektivní drama o vstupní komedii a třech dějstvích. (R.U.R. : Rossum's Universal Robots : kollektiivinen draama, jossa on alkukomedia ja kolme näytöstä, 2009)
- Jaroslav Hašek: Osudy dobrého vojáka Švejka za světové války. (Kunnon sotamies Švejk maailmansodassa, 1991)
- Adolf Hoffmeister: Brundibár – libreto dětské opery Hanse Krásy, překlad 2002
- Bohumil Hrabal: Příliš hlučná samota. (Liian meluisa yksinäisyys, 2008)
- Eda Kriseová: Václav Havel : Životopis. (Václav Havel : kirjailija ja presidentti, 1993)
- Tomáš Kulka: Umění a kýč. (Taide ja kitsch, 1997)
- Jiří Langer: Devět bran : chasidů tajemství. (Yhdeksän porttia : hasidien salaisuudet, 2003)
- Vladimír Macura: Občan Monte Christo. (Kansalainen Monte Cristo, 1995)
- Radoslav Nenadál: Růžový kavalír a jiné povídky. (Ruusunpunainen kavaljeeri ja muita novelleja, 1991)
- Jan Neruda: Povídky malostranské. (Prahalaistarinoita, 2000)
- Jan Pelc: …a povídky aneb Sexuální mizérie a jiné story. (Tarinoita aikuisille, 1993)
- Alice Pinková: Receptář ve znamení zvěrokruhu : aneb sezónní kuchařka pro pokročilé. (Linnunradan keittokirja : sesonkiruokia tähtihetkiin, 1992)
- Jaroslav Rudiš: Konec punku v Helsinkách. (Punkin loppu Helsingissä, 2012)
- Pavel Šoltész: Zavírací den. (Maanantaisin suljettu, 1992)
- Marek Toman: Dobytí ostrova Saaremaa. (Saarenmaan valloitus, 2007)
- Eva Večerková (etnografka): Kraslice na Moravě. (Munia Määristä, 2003)
- Marie Vitochová, Jindřich Kejř, Jiří Všetečka: Praha – historické město. (Praha – historiallnen kaupunki, 1998)
- Jiří Weil: Život s hvězdou. (Tähti sydämellä, 2002)

V časopisech či novinách vyšly překlady dalších českých autorů, mezi něž patří Ludvík Aškenazy, Eduard Bass, Egon Bondy, Tereza Boučková, Ota Filip, Milena Jesenská, Tobiáš Jirous, Lubor Kasal, Alexandr Kliment, Libuše Moníková, Daniel Micka, Ewald Murrer, Ludvík Němec, Jan Pelc, Petr Pithart, Zdeněk Rosenbaum, Jaroslav Seifert, Božena Správcová, Friedrich Torberg, Michal Viewegh, Ivo Vodseďálek a Ivan Wernisch.

## Překlady z ruštiny do finštiny
- Nikolaj Vasiljevič Gogol: Taras Bulba. [Тарас Бульба.] – finsky: Taras Bulba, 2010
- Andrej Kurkov: Tučňák a smrt. [Смерть постороннего.] – Kuolema ja pingviini, 2006
- Lev Nikolajevič Tolstoj: Hadži Murat. [Хаджи-Мурат.] – finsky: Hadži Murat, 2001
- Lev Nikolajevič Tolstoj: Kreutzerova sonáta. [Крейцерова соната.] – Kreutzer-sonaatti, 2011
- Lev Nikolajevič Tolstoj: Smrt Ivana Iljiče. [Смерть Ивана Ильича.] – Ivan Iljitshin kuolema, 2001
- Lev Nikolajevič Tolstoj: Vojna a mír. [Война и мир.] – Tolstého původní verze, finsky: Sota ja rauha : ensimmäinen versio, 2005
- Lev Nikolajevič Tolstoj: Zpověď. [Исповедь.] – Tunnustuksia, 2012

## Překlady z ukrajinštiny do finštiny
- Jurij Andruchovyč: Perverze. [Перверзія.] – finsky: Perversio, 2000
- Olexandr Dovženko: Začarovaná Desna. [Зачарована Десна.] – Lumottu joki, 1996
- Vasyl Koželjanko: Stříbrný pavouk. [Срібний павук.] – Hopeinen hämähäkki, 2006